# 혈조
혈조(血漕, fuller)란 칼의 검봉(劍峰; flat side of a blade)에 새겨진 홈 또는 구멍이다. 혈조는 칼을 가볍게 하기 위해 내는 것으로, 형강의 H 모양으로 인해 더 적은 재료로 큰 힘을 버틸 수 있는 것과 유사한 원리이다. 혈조가 피를 흘려 보내기 위한 길이라는 이야기가 널리 퍼져 있지만, 잘못된 것이다.